# Lycogrammoides schmidti
Lycogrammoides schmidti är en fiskart som beskrevs av Soldatov och Lindberg 1929. Lycogrammoides schmidti ingår i släktet Lycogrammoides och familjen tånglakefiskar. Inga underarter finns listade i Catalogue of Life.
Den är uppkallad efter den ryske iktyologen Peter Schmidt.